# Torneio Pré-Olímpico Masculino da CONCACAF de 2012
O Torneio Pré-Olímpico da CONCACAF de 2012 foi a décima terceira edição do torneio e realizado nos Estados Unidos entre 22 de março a 2 de abril. O torneio serviu para apontar as duas seleções das Américas do Norte, Central e do Caribe para o torneio masculino de futebol dos Jogos Olímpicos de Verão de 2012, em Londres.

## Equipes participantes
No total, 21 seleções participaram das eliminatórias que definiram os três classificados da América Central e dois do Caribe para a fase final do Pré-Olímpico. Estas cinco seleções se juntaram aos pré-classificados da América do Norte: Canadá, Estados Unidos e México.
- Canadá
- Cuba
- El Salvador
- Estados Unidos (anfitrião)
- Honduras
- México
- Panamá
- Trinidad e Tobago

## Sedes
Em 10 de novembro de 2011, a CONCACAF anunciou que as partidas do Pré-Olímpico seriam disputadas em três sedes:
| Carson (Califórnia) | Kansas City (Kansas)     | Nashville (Tennessee) |
| ------------------- | ------------------------ | --------------------- |
| Home Depot Center   | Livestrong Sporting Park | LP Field              |
|                     |                          |                       |

## Fase de grupos
|  | Equipes classificadas às semifinais |
|  | Equipes eliminadas                  |

Todas as partidas seguiram o fuso horário local (UTC-4).

### Grupo A
| Pos. | Seleção        | P | J | V | E | D | GP | GC | SG  |
| ---- | -------------- | - | - | - | - | - | -- | -- | --- |
| 1    | El Salvador    | 5 | 3 | 1 | 2 | 0 | 7  | 3  | +4  |
| 2    | Canadá         | 5 | 3 | 1 | 2 | 0 | 3  | 1  | +2  |
| 3    | Estados Unidos | 4 | 3 | 1 | 1 | 1 | 9  | 5  | +4  |
| 4    | Cuba           | 1 | 3 | 0 | 1 | 2 | 1  | 11 | –10 |

| 22 de março | El Salvador | 0 – 0     | Canadá | LP Field, Nashville                      |
| 18:30       |             | Relatório |        | Público: 4 269 Árbitro: GUA Walter López |

| 22 de março | Estados Unidos                                                | 6 – 0     | Cuba | LP Field, Nashville                        |
| 21:00       | Corona 12', 40', 88' · Agudelo 37' · Diz 43' (g.c.) · Adu 62' | Relatório |      | Público: 4 269 Árbitro: MEX Roberto García |

| 24 de março | Cuba | 0 – 4     | El Salvador                                | LP Field, Nashville                           |
| 16:30       |      | Relatório | Blanco 4' · Flores 52', 80' · Menjivar 68' | Público: 10 578 Árbitro: HON Hector Rodrigues |

| 24 de março | Estados Unidos | 0 – 2     | Canadá                    | LP Field, Nashville                       |
| 19:00       |                | Relatório | Henry 58' · Cavallini 83' | Público: 10 578 Árbitro: PAN Jafeth Perea |

| 26 de março | Canadá    | 1 – 1     | Cuba      | LP Field, Nashville                   |
| 18:30       | James 25' | Relatório | Reyes 90' | Público: 7 889 Árbitro: CRC Hugo Cruz |

| 26 de março | Estados Unidos            | 3 – 3     | El Salvador                          | LP Field, Nashville                        |
| 21:00       | Boyd 1', 64' · Corona 68' | Relatório | Blanco 35' · Flores 36' · Alas 90+4' | Público: 7 889 Árbitro: MEX Roberto García |

### Grupo B
| Pos. | Seleção           | P | J | V | E | D | GP | GC | SG  |
| ---- | ----------------- | - | - | - | - | - | -- | -- | --- |
| 1    | México            | 9 | 3 | 3 | 0 | 0 | 11 | 1  | +10 |
| 2    | Honduras          | 6 | 3 | 2 | 0 | 1 | 5  | 4  | +1  |
| 3    | Panamá            | 1 | 3 | 0 | 1 | 2 | 2  | 5  | –3  |
| 4    | Trinidad e Tobago | 1 | 3 | 0 | 1 | 2 | 2  | 10 | –8  |

| 23 de março | Honduras                                 | 3 – 1     | Panamá     | Home Depot Center, Carson                |
| 21:00       | Hernández 18' · Martínez 47' · López 87' | Relatório | Glaize 54' | Público: 8 521 Árbitro: USA Jair Marrufo |

| 23 de março | Trinidad e Tobago | 1 – 7     | México                                                                   | Home Depot Center, Carson                 |
| 23:30       | Molino 88'        | Relatório | Pulido 28' · Fabián 32', 68', 84' · Reyes 50' · Jiménez 74' · Cortés 90' | Público: 8 521 Árbitro: JAM Raymond Bogle |

| 25 de março | Panamá       | 1 – 1     | Trinidad e Tobago | Home Depot Center, Carson                  |
| 16:30       | Waterman 69' | Relatório | Winchester 90+3'  | Público: 16 184 Árbitro: PUR Javier Santos |

| 25 de março | México               | 3 – 0     | Honduras | Home Depot Center, Carson                  |
| 19:00       | Pulido 25', 39', 47' | Relatório |          | Público: 16 184 Árbitro: ESA Elmer Bonilla |

| 27 de março | Honduras                   | 2 – 0     | Trinidad e Tobago | Home Depot Center, Carson                 |
| 21:30       | Hernández 37' · Lozano 70' | Relatório |                   | Público: 10 061 Árbitro: USA Jair Marrufo |

| 27 de março | México       | 1 – 0     | Panamá | Home Depot Center, Carson                      |
| 23:30       | Torres 90+1' | Relatório |        | Público: 10 061 Árbitro: SUR Enrico Wijngaarde |

## Fase final

### Esquema
|  | Semifinal                 | Semifinal    |   |  | Final                    | Final |  |
|  |                           |              |   |  |                          |       |  |
|  | 31 de março – Kansas City |              |   |  |                          |       |  |
|  | El Salvador               | 2            |   |  |                          |       |  |
|  | Honduras (pro)            | 3            |   |  |                          |       |  |
|  |                           |              |   |  |                          |       |  |
|  |                           |              |   |  | 2 de abril – Kansas City |       |  |
|  |                           |              |   |  | Honduras                 | 1     |  |
|  |                           | México (pro) | 2 |  |                          |       |  |
|  |                           |              |   |  |                          |       |  |
|  |                           |              |   |  |                          |       |  |
|  |                           |              |   |  |                          |       |  |
|  | 31 de março – Kansas City |              |   |  |                          |       |  |
|  | México                    | 3            |   |  |                          |       |  |
|  | Canadá                    | 1            |   |  |                          |       |  |

### Semifinais
| 31 de março | El Salvador               | 2 – 3 (pro) | Honduras                     | Livestrong Sporting Park, Kansas City     |
| 18:00       | Molina 77' · Sánchez 106' | Relatório   | Lozano 1' · Rodas 101', 114' | Público: 16 101 Árbitro: USA Jair Marrufo |

| 31 de março | México                              | 3 – 1     | Canadá    | Livestrong Sporting Park, Kansas City     |
| 21:00       | Fabián 20' · Pulido 33' · Ponce 59' | Relatório | Haber 32' | Público: 16 101 Árbitro: PAN Jafeth Perea |

### Final
| 2 de abril | Honduras   | 1 – 2 (pro) | México                  | Livestrong Sporting Park, Kansas City     |
| 20:00      | Quioto 47' | Relatório   | Fabián 74' · Ponce 116' | Público: 10 501 Árbitro: GUA Walter López |

## Campeão
| Torneio Pré-Olímpico da CONCACAF Sub-23 de 2012 |
| México                                          |
| ----------------------------------------------- |
| México Campeão (6º título)                      |

## Classificação final
| Pos. | Seleção           | P  | J | V | E | D | GP | GC | SG  |
| ---- | ----------------- | -- | - | - | - | - | -- | -- | --- |
| 1    | México            | 15 | 5 | 5 | 0 | 0 | 16 | 3  | +13 |
| 2    | Honduras          | 9  | 5 | 3 | 0 | 2 | 9  | 8  | +1  |
| 3    | El Salvador       | 5  | 4 | 1 | 2 | 1 | 9  | 6  | +3  |
| 4    | Canadá            | 5  | 4 | 1 | 2 | 1 | 4  | 4  | 0   |
| 5    | Estados Unidos    | 4  | 3 | 1 | 1 | 1 | 9  | 5  | +4  |
| 6    | Panamá            | 1  | 3 | 0 | 1 | 2 | 2  | 5  | –3  |
| 7    | Trinidad e Tobago | 1  | 3 | 0 | 1 | 2 | 2  | 10 | –8  |
| 8    | Cuba              | 1  | 3 | 0 | 1 | 2 | 1  | 11 | –10 |

## Artilharia
5 gols (2)
- MEX Alan Pulido
- MEX Marco Fabián

4 gols (1)
- USA Joe Corona

3 gols (2)
- SLV Andrés Flores

2 gols (6)
- HON Anthony Lozano
- HON Eddie Hernández
- HON Gerson Rodas
- MEX Miguel Ponce
- SLV Léster Blanco
- USA Terrence Boyd

1 gol (22)
- CAN Doneil Henry
- CAN Evan James
- CAN Lucas Cavallini
- CAN Marcus Haber
- CUB Maykel Reyes
- HON Alexander López
- HON Mario Martínez
- HON Romell Quioto
- MEX Diego Reyes
- MEX Erick Torres
- MEX Israel Jiménez
- MEX Javier Cortés
- PAN Cecilio Waterman
- PAN Yairo Glaize
- SLV Edwin Sánchez
- SLV Jaime Alas
- SLV Milton Molina
- SLV Richard Menjivar
- TRI Kevin Molino
- TRI Shahdon Winchester
- USA Freddy Adu
- USA Juan Agudelo

Gols contra (1)
- CUB Arturo Diz (a favor dos Estados Unidos)